# Les Oubliés (album)
Pour les articles homonymes, voir Les Oubliés.
Albums de Gauvain Sers
Pourvu
(2017) Ta place dans ce monde
(2021)
Singles
1. Les Oubliés
Sortie : 13 décembre 2018
2. Ton jean bleu
Sortie : 2019
3. Que restera-t-il de nous ?
Sortie : 1er mars 2019
4. Excuse-moi mon amour
Sortie : 8 mars 2019
5. Y a plus de saisons
Sortie : septembre 2019

Les Oubliés est le deuxième album studio de Gauvain Sers, sorti le 29 mars 2019. Réédition comprise, il propose dedans dix-huit chansons, presque toutes inédites, engagées politiquement et socialement.

## Historique
Gauvain Sers sort la chanson Les Oubliés le 13 décembre 2018. Il y évoque des campagnes françaises abandonnées par le pouvoir et qui se vident petit à petit de leurs lieux de vies : épiceries, cabinets de médecins et plus particulièrement des écoles. Sa chanson est inspirée par la fermeture de l'une d'entre elles, l'école primaire de Ponthoile, dans la Somme. C'est son ancien instituteur, Jean-Luc Massalon, qui a contacté Gauvain Sers par écrit : « Je savais qu'il serait touché par notre histoire. » Le clip du single, qui sort au mois de février 2019, est d'ailleurs tourné dans l'enceinte de l'école, avec la présence des enfants et de leur professeur.
Un album homonyme sort le 29 mars 2019 ; Les Oubliés est sa première piste. Ayant été écoulé à plus de 100 000 exemplaires, l'album est certifié disque de platine à la fin du mois de décembre 2019.
Les Oubliés bénéficie d'une réédition le 8 novembre 2019, avec trois titres inédits, ainsi que le single Y a plus de saisons déjà commercialisé depuis septembre. Il est clipé à la mi-novembre.

## Thèmes récurrents et tonalité
L'album, à l'image de la chanson éponyme, possède une forte tonalité sociale : par exemple, dans Au pays des Lumières, l'artiste dénonce le manque de « courage » des politiques français face à l'accueil des réfugiés. Dans cette même veine sociale, on peut également citer le portrait d'une étudiante contrainte à la prostitution pour vivre décemment, que l'on retrouve dans la chanson L'Étudiante, ou encore la mise en lumière du harcèlement de rue dans Excuse-moi mon amour. Il aborde également d'autres sujets politiques, comme l'écologie dans Y a plus de saisons, où il dénonce une inaction globale face au réchauffement climatique,, ou la lutte des classes pour faire face au patronat, tel un Renaud d'antan, avec Les Escrocs.
Mais Les Oubliés ne se limite pas au registre social et parfois engagé qui a fait connaître Gauvain Sers ; le chanteur offre en effet plusieurs textes intimistes. Ainsi, La langue de Prévert est pour Gauvain Sers l'occasion de raconter son parcours avec « l'impression de parler à un miroir », quand La Boîte à chaussures et On voulait tout casser évoquent ses souvenirs d'enfance à la manière d'une madeleine de Proust.
D'autres titres sont plus sentimentaux. Roland Seguy, journaliste à La Montagne, voit dans Le Vendeur de roses une « chanson humaniste, sans prétention », qui propose « des cartes postales tendres, universelles ». Mais même celui-ci est tenté de social : le vendeur de rose est un immigré bangladais qui ne trouve pas le paradis escompté dans Paris.
Enfin, après Dans la bagnole de mon père sur le premier album, le thème de la transmission, de l'hommage aux aînés, est repris dans Y'a pas de retraite pour les artistes, chantée en duo avec Anne Sylvestre. Dans une interview pour France Info, Gauvain Sers indique qu'il considère l'enregistrement de cette chanson comme « un moment suspendu en studio ».

## Liste des titres
| 1.    | Les Oubliés                                                 | 3:32 |
| 2.    | Ton jean bleu                                               | 3:54 |
| 3.    | La Langue de Prévert                                        | 3:08 |
| 4.    | L'épaule d'un copain                                        | 3:42 |
| 5.    | La Boîte de chaussures                                      | 3:29 |
| 6.    | Excuse-moi mon amour                                        | 3:08 |
| 7.    | Au pays des Lumières                                        | 3:36 |
| 8.    | Le Tiroir                                                   | 3:01 |
| 9.    | Changement de programme                                     | 4:05 |
| 10.   | Petite piaule                                               | 3:19 |
| 11.   | Tu sais mon grand                                           | 3:32 |
| 12.   | L'Étudiante                                                 | 3:56 |
| 13.   | Y'a pas de retraite pour les artistes (avec Anne Sylvestre) | 3:25 |
| 14.   | Que restera-t-il de nous ?                                  | 4:49 |
| 50:36 |                                                             |      |

| Réédition | Réédition              | Réédition | Réédition | Réédition | Réédition | Réédition | Réédition | Réédition | Réédition |
| No        | Titre                  | Durée     |           |           |           |           |           |           |           |
| --------- | ---------------------- | --------- | --------- | --------- | --------- | --------- | --------- | --------- | --------- |
| 15.       | On voulait tout casser | 3:52      |           |           |           |           |           |           |           |
| 16.       | Les Escrocs            | 4:31      |           |           |           |           |           |           |           |
| 17.       | Le Vendeur de roses    | 3:29      |           |           |           |           |           |           |           |
| 18.       | Y a plus de saisons    | 3:38      |           |           |           |           |           |           |           |
| 66:05     |                        |           |           |           |           |           |           |           |           |

## Classement hebdomadaire
| Classement (2019)            | Meilleure position |
| ---------------------------- | ------------------ |
| Belgique (Wallonie Ultratop) | 12                 |
| France (SNEP)                | 2                  |
| France (SNEP Ventes)         | 1                  |
| Suisse (Schweizer Hitparade) | 20                 |